# Roy Dowling

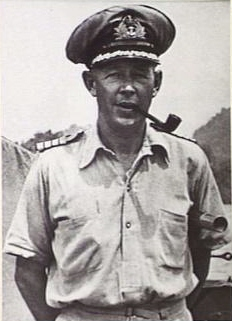
Captain (Kapitän zur See) Roy Dowling (10. April 1945)

Vice Admiral Sir Roy Russell Dowling KCVO, KBE, CB, DSO (* 28. Mai 1901 in Condong, New South Wales, Australien; † 15. April 1969 in Canberra) war ein Offizier der Royal Australian Navy (RAN). Er diente zwischen 1955 und 1959 als Chief of Naval Staff (Chef des Marinestabes, CNS) und von 1959 bis 1961 als Chairman of the Chiefs of Staff Committee (Vorsitzender des Stabschefskomitee, COSC), dem Vorläufer des heutigen Chief of the Defence Force.
Dowling trat 1915 in das Royal Australian Naval College ein. Nach seinem Abschluss im Jahr 1919 tat er auf mehreren Schiffen der britischen Royal Navy und der RAN Dienst, wo er später zum Artilleriespezialisten ausgebildet wurde. 1937 erhielt er das Kommando über die Sloop Swan. Nach Ausbruch des Zweiten Weltkriegs diente er auf der britischen Naiad im Mittelmeer als Executive Officer und überlebte deren Versenkung durch ein deutsches U-Boot im März 1942. Nach seiner Rückkehr nach Australien diente er als Director of Plans und später als Deputy Chief of Naval Staff (Stellvertretender Chef des Marinestabes), bevor er im November 1944 das Kommando über den Leichten Kreuzer Hobart erhielt. Für seine Leistungen auf dem südwestpazifischen Kriegsschauplatz erhielt er den Distinguished Service Order.
Nach Kriegsende erhielt Dowling 1948 das Kommando über den ersten Flugzeugträger der RAN, die HMAS Sydney. 1950 wurde er Chief of Naval Personnel (Chief des Marinepersonalamts) und 1953 Flag Officer Commanding HM Australian Fleet (Kommandierender Flaggoffizier HM Australian Fleet). Kurz nach seiner Berufung zum CNS im Februar 1955 wurde er zum Vice Admiral (Vizeadmiral) befördert und mit dem Order of Bath ausgezeichnet. Als CNS hatte er mit einem knappen Finanzbudget sowie Engpässen bei Personal und Ausrüstung zu kämpfen. Eine weitere Herausforderung stellte die zunehmend enge Einbindung der Vereinigten Staaten in die australische Verteidigungsplanungen dar, die zu Lasten der traditionell engen militärischen Bindungen an das Vereinigte Königreich ging. Im Jahr 1957 als Knight Commander of the Order of the British Empire ausgezeichnet, wurde Dowling im März 1959 zum COSC, was er bis zu seiner Versetzung in den Ruhestand im Mai 1961 blieb. Im Jahr 1963 wurde er Knight Commander of the Royal Victorian Order und australischer Minister bei Königin Elisabeth II. Diesen Posten hielt er bis zu seinem Tod im April 1969.